# MSG Incident
Il Madison Square Garden Incident, noto anche con l'acronimo MSG Incident, fu un avvenimento accaduto domenica 19 maggio 1996 al Madison Square Garden di New York nel corso di in un house-show (evento non trasmesso in televisione) di wrestling organizzato dalla World Wrestling Federation.

## Premessa
Nella World Wrestling Federation degli anni novanta, i lottatori Kevin Nash, Scott Hall, Shawn Michaels, Triple H e X-Pac avevano formato un gruppo, in seguito indicato dagli addetti ai lavori con il nome di Kliq, che col tempo acquisì un enorme potere decisionale all'interno del backstage.
Nell'aprile del 1996 Nash e Hall decisero di lasciare la World Wrestling Federation per accasarsi alla rivale World Championship Wrestling.

## Avvenimento
Il 19 maggio 1996, durante un house show svoltosi al Madison Square Garden di New York, Kevin Nash e Scott Hall si esibirono per l'ultima volta con la World Wrestling Federation prima di passare alla rivale World Championship Wrestling. Nel corso dell'evento, Hall venne battuto da Triple H mentre Nash perse contro il campione Shawn Michaels. Al termine della serata, i quattro (X-Pac non era presente poiché infortunato) si abbracciarono tra loro al centro del ring, nonostante secondo la storyline fossero avversari, rompendo quindi la kayfabe.

## Conseguenze
A pagare per quanto accaduto fu il solo Triple H, dato che Shawn Michaels era il campione mondiale mentre X-Pac non era presente all'evento poiché infortunato. Triple H vide quindi annullarsi tutto il push di cui stava godendo fino a quel momento, favorendo indirettamente l'ascesa al vertice di Steve Austin, il quale vinse il King of the Ring un mese più tardi.